# Reserva Costa Atlántica
A reserva Costa Atlántica é uma área natural protegida de Terra do Fogo, Argentina, que apresenta grande diversidade de aves acuáticas migratorias e endémicas.
Foi criada por lei n.º 415 do Poder Executivo Provincial o 27 de outubro de 1998. Faz parte do Sistema Provincial de Áreas Naturais Protegidas (S.P.A.N.P.) estabelecido pela lei provincial n.º 272 em 1996 que inclui seis áreas naturais protegidas para a conservação de ecossistemas da província. Em 1992 foi incluída na rede hemisférica de reservas para aves costeiras (RHRAP) — o Western Hemisphere Shorebird Reserve Network (WHSRN) em inglês — com a categoria de "reserva hemisférica". Em 13 de setembro de 1995 foi designada "banhado de importância internacional" pela convenção Ramsar. Foi identificado como um área de aves endémicas pelo ICBP (BirdLife International).

## Características
Encontra-se na zona nordeste da ilha Grande de Terra do Fogo, no setor de costa compreendido entre cabo Nombre e a desembocadura do rio Ewan. Nos seus 28 600 ha, a paisagem das estepes predomina com pradarias e matagais xerófilos, com algumas manchas de floresta (Nothofagus antarctica). A área mais importante é a da Baía de San Sebastián, com uma ampla zona entremarés que cobre uma área de 16 000 ha de solo lamacento quando a maré está baixa. Também sobresale o área da foz do rio Grande, cabo Auricosta e a foz do rio Ewan com solos arenosos lamacentos.

## Objetivo
A delimitação da zona como reserva natural tem como objetivo conservar a diversidade biológica do área e a zona marinha adjacente, protegendo às aves costeiras migratorias e seus habitates. 

## Fauna
Alberga durante o inverno boreal a uma das maiores concentrações de aves do neotrópico. O 43% do total da população de América do Sul de becasas de mar, o 13% da população total do continente de Seixoeira e 32% da população da costa atlántica de pilrito-de-uropígio-branco habitam na zona. É área de nidificación de cauquén colorado, espécie seriamente ameaçada. Pode-se observar entre outras aves ao ostrero austral, o cauquén costero ou caranca, o pato crestón, a pomba antártica, o batuíra-de-peito-tijolo, o chorlito ceniciento, o ganso-de-magalhães ou caiquén, a gaivota-maria-velha ou gaviotín, o trinta-réis-de-bico-vermelho, o playerito unicolor ou asas longas, o pilrito-das-praias, a gaviotão e o vira-pedras. Em menor quantidade pode-se ver ao batuíra-de-coleira-dupla e o maçarico-galego. As áreas de importância pela grande concentração de aves costeiras migratorias são a baía de San Sebastián, Rio Grande, e Viamonte. 
Como em toda a costa patagónica, na reserva as águas são habitadas por colchões de macroalgas, entre elas o cachiyuyo, alga parda que forma extensos  bosques onde vivem e reproduzem-se crustáceos, moluscos e peixes. Ao redor de 21 espécies de cetáceos reproduzem-se e alimentam-se nas águas da zona.
Durante a primavera-verão as águas da reserva (e a de toda a costa da Terra do Fogo) alojan  importantes concentrações de larvas, juvenis e adultos, de sardina fueguina, que junto o rouba e o pejerrey constituem a alimentação do pinguim-de-magalhães, o pinguim-saltador-da-rocha, o cormorán imperial e o golfinho-do-sul. A zona apresenta uma das maiores densidades populacionais registradas em frente a Terra do Fogo de golfinho-de-commerson.

## Ameaças
- A atividade petrolera e gasífera na zona de San Sebastián produz contaminação crónica e risco de derrames do fluído.
- Devido ao desenvolvimento de infra-estrutura apresentam-se problemas de erosão, como a extração de areia e cascalho.
- As atividades recreativas relacionadas com o uso de veículos todo o terreno, os recoletores de moluscos, os cães vagabundos produzem um ambiente de distúrbio para as aves.[9][10]